# Rob Wiethoff
Rob Wiethoff (Seymour, 15 settembre 1976) è un attore e doppiatore statunitense, famoso per essere la voce di John Marston, protagonista del celebre videogioco Red Dead Redemption e di Red Dead Redemption II.

## Filmografia

### Film
| Anno | Titolo                                       | Ruolo                |
| ---- | -------------------------------------------- | -------------------- |
| 2006 | Solo 2 ore                                   | Agente giudiziario   |
| 2009 | The Outside                                  | Turk                 |
| 2010 | Red Dead Redemption: The Man from Blackwater | John Marston         |
| 2011 | Double Tap                                   | Detective Fitzgerald |
| 2024 | Lulu and the Electric Dreamboat              | voce addizionale     |

### Videogiochi
| Anno | Titolo                | Ruolo        | Note                |
| ---- | --------------------- | ------------ | ------------------- |
| 2010 | Red Dead Redemption   | John Marston | Performance capture |
| 2010 | Undead Nightmare      | John Marston | Performance capture |
| 2013 | Codename Cygnus       | Lazarus      |                     |
| 2018 | Red Dead Redemption 2 | John Marston | Performance capture |